# Marquês de Torres Novas

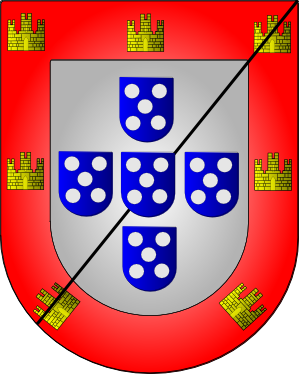
Armas dos Lencastre, Marqueses e Duques de Torres Novas e Duques de Aveiro.

O título de Marquês de Torres Novas foi criado em 1520, a favor de D. João de Lencastre (1501-1571), que depois viria a ser o 1.º Duque de Aveiro. O título passou então a ser atribuído aos herdeiros presuntivos do Ducado de Aveiro. Os 3.º e 4.º marqueses receberam em vida o título de Duque de Torres Novas.

## Marqueses de Torres Novas
1. D. João de Lencastre (1501-1571), depois 1.º Duque de Aveiro
2. D. Jorge de Lencastre (1548-1578), depois 2.º Duque de Aveiro (faleceu em combate na batalha de Alcácer Quibir)
3. D. Jorge de Lencastre (1594-1632), 1.º Duque de Torres Novas (morreu antes de herdar o Ducado de Aveiro)
4. D. Raimundo de Lencastre (1620-1666), 2.º Duque de Torres Novas, depois 4.º Duque de Aveiro
5. D. Pedro de Lencastre (1608-1673), depois 5.º Duque de Aveiro
6. D. Gabriel Ponce de Leão de Lencastre (1667-1745), depois 7.º Duque de Aveiro

A representação deste título encontra-se actualmente na pessoa do marquês do Lavradio.

## Marqueses de Torres Novas (Novo)
O Marquesado de Torres Novas pertencia à Casa dos Duques de Aveiro. Na sequência do tristemente célebre "Processo dos Távoras", o título foi considerado extinto (é genealogicamente representado pelo marquês de Lavradio) e recriado em 1807 pelo príncipe-regente D. João em nome de sua mãe, a rainha D. Maria I.
O 1° Marquês de Torres Novas (Novo) foi:
D. Álvaro de Noronha Abranches Castelo Branco, 1º marquês de Torres Novas e 7º conde de Valadares, que nasceu em Lisboa (Pena) em 31 de Agosto de 1775 e faleceu em 9 de Março de 1851. Sem descendência.
A representação deste título encontra-se actualmente em Maria Mafalda da Silva de Noronha Wagner, nascida em Lisboa em 14 de Maio de 1951.